# Dasymys montanus
Dasymys montanus је врста глодара из породице мишева (Muridae).

## Распрострањење
Врста има станиште у ДР Конго (присуство непотврђено) и Уганди.

## Станиште
Станишта врсте су шуме, травна вегетација, мочварна и плавна подручја, језера и језерски екосистеми и слатководна подручја. 
Врста је по висини распрострањена од 2.600 до 3.800 метара надморске висине.

## Угроженост
Ова врста се сматра угроженом.